# Vaggio
Vaggio è una località di circa 1.500 abitanti divisa tra i comuni di Reggello e Castelfranco Piandiscò.

## Amministrazione
A livello amministrativo la frazione è competenza di quattro diversi enti territoriali: la località è divisa tra la provincia di Firenze (Reggello), dove si trova anche la zona storica della frazione, e quella di Arezzo, sotto la competenza del Comune di Castelfranco Piandiscò.

## Storia
I primi cenni storici si hanno facendo riferimento al "Popolo di San Tommaso a Ostina " (nominato dai decimari a partire dal XIII secolo), il borgo anticamente ne faceva parte assumendo il toponimo di "Vaggio".
Anno 1427
La popolazione nella Podesteria di Cascia secondo i dati del Catasto della Repubblica Fiorentina: 
| Piviere di Cascia       | fuochi | abitanti |
| ----------------------- | ------ | -------- |
| S. Pietro a Cascia      | 29     | 145      |
| S. Salvatore a Leccio   | 43     | 201      |
| S. Giusto a Ruoti       | 10     | 66       |
| S. Andrea a Cascia      | 17     | 104      |
| S. Miniato alle Serre   | 23     | 109      |
| S. Silio a Cascia       | 13     | 57       |
| S. Tea a Cascia         | 13     | 53       |
| S. Niccolò a Forli      | 32     | 134      |
| S. Martino              | 23     | 96       |
| S. Tommè a Ostina       | 46     | 213      |
| S. Michele (Caselli)    | 14     | 61       |
| S. Lorenzo (Rona)       | 13     | 58       |
| S. Stefano (Cetinavec.) | 26     | 155      |
| S. Margherita Cancelli  | 34     | 167      |
| S. Agata (Arfoli)       | 33     | 144      |
| S. Piero (Viesca)       | 27     | 150      |

## Sport
Squadra di calcio Vaggio Pian Di Scò 1932 A.S.D.
Durante la festa del perdono vengono disputate le gare ciclistiche: CIRCUITO VALLE DEL RESCO
E PICCOLO GIRO DELLA VALLE DEL RESCO